# Mundżak
Mundżak (Muntiacus) – rodzaj ssaków z podrodziny jeleni (Cervinae) w obrębie rodziny jeleniowatych (Cervidae).

## Rozmieszczenie geograficzne
W warunkach naturalnych występują na Półwyspie Indyjskim, Półwyspie Indochińskim, w południowo-wschodnich Chinach i na Archipelagu Malajskim.

## Morfologia
Długość ciała 58–120 cm, długość ogona 10–20 cm, wysokość w kłębie 40–70 cm; długość poroża samców 1–28,5 cm; masa ciała 12–35 kg. Charakteryzują się długością owłosienia nasad poroży. Ich poroża mają zwykle dwa, rzadziej trzy krótkie rozgałęzienia.

## Systematyka
Rodzaj zdefiniował w 1815 roku francusko-amerykański przyrodnik Constantine Samuel Rafinesque w publikacji własnego autorstwa zatytułowanej Analiza natury, czyli tabela wszechświata i ciał zorganizowanych. Rafinesque w pierwotnym opisie nie wymienił żadnego gatunku; gatunek typowy (późniejsze oznaczenie) Cervus muntjak E.A.W. Zimmermann, 1780.

### Etymologia
- Muntiacus (Muntjaccus, Muntjacus): sundajska nazwa Muntjak dla mundżaka[18].
- Cervulus: rodzaj Cervus Linnaeus, 1758 (jeleń); łac. przyrostek zdrabniający -ulus[19]. Gatunek typowy: Blainville w pierwotnym opisie nie wymienił żadnego gatunku; typ nomenklatoryczny (późniejsze oznaczenie) Cervus muntjak E.A.W. Zimmermann, 1780.
- Stylocerus: gr. στυλος stulos ‘kolumna, słup’; κερας keras, κερατος keratos ‘róg’[20]. Gatunek typowy: Smith wymienił kilka gatunków – Cervus philippinus C.H. Smith, 1826 (= Cervus mariannus Desmarest, 1822), Cervus muntjak E.A.W. Zimmermann, 1780, Cervus moschatus de Blainville, 1816 (= Cervus muntjak E.A.W. Zimmermann, 1780), Cervus subcornutus de Blainville, 1816 (= Cervus muntjak E.A.W. Zimmermann, 1780) i Cervus aureus C.H. Smith, 1826 – z których gatunkiem typowym jest (późniejsze oznaczenie) Cervus muntjak E.A.W. Zimmermann, 1780.
- Diopplon: gr. δι- di- ‘podwójny’, od δις dis ‘dwukrotny’, od δυο duo ‘dwa’; ὁπλον hoplon ‘broń’[9]. Gatunek typowy (oznaczenie monotypowe): Cervus muntjak E.A.W. Zimmermann, 1780
- Prox: gr. προξ prox, προκος prokos ‘jeleń, sarna’[21]. Gatunek typowy (oryginalne oznaczenie): Prox moschatus Ogilby, 1837 (= Cervus muntjak E.A.W. Zimmermann, 1780).
- Procops: gr. προξ prox, προκος prokos ‘jeleń, sarna’[22]; ωψ ōps, ωπος ōpos ‘wygląd, oblicze’[23]. Gatunek typowy (oryginalne oznaczenie): Cervulus feae O. Thomas & Doria, 1889.
- Megamuntiacus: gr. μεγας megas, μεγαλη megalē ‘wielki’[24]; rodzaj Muntiacus Rafinesque, 1815. Gatunek typowy (oryginalne oznaczenie): Megamuntiacus vuquangensis Do Tuoc, Vu Van Dung, Dawson, Arctander & Mackinnon, 1994.
- Caninmuntiacus: ang. canine ‘kieł’; rodzaj Muntiacus Rafinesque, 1815[12]. Gatunek typowy (oryginalne oznaczenie): Caninmuntiacus truongsonensis Pham Mong Giao, Do Tuoc, Vu Van Dung, Wikramanayake, Amato, Arctander & Mackinnon, 1997.

### Podział systematyczny
Do rodzaju należą następujące występujące współcześnie gatunki:
| Grafika | Gatunek                  | Autor i rok opisu                                                                           | Nazwa zwyczajowa    | Podgatunki         | Rozmieszczenie geograficzne | Podstawowe wymiary                                    | Status IUCN |
| ------- | ------------------------ | ------------------------------------------------------------------------------------------- | ------------------- | ------------------ | --- | ----------------------------------------------------- | ----------- |
|         | Muntiacus reevesi        | (W. Ogilby, 1839)                                                                           | mundżak chiński     | 2 podgatunki       | środkowa i południowo-wschodnia Chińska Republika Ludowa i Tajwan; introdukowany w Anglii we wczesnych latach XX wieku; zakres wysokości: 200–3500 m n.p.m.                                                                                       | DC: 70–80 cm DO: 12–13 cm MC: 12–15 kg                | LC          |
|         | Muntiacus vuquangensis   | (Do Tuoc, Vu Van Dung, S. Dawson, Arctander & Mackinnon, 1994)                              | mundżak olbrzymi    | gatunek monotypowy | Góry Annamskie (Laos i Wietnam) i wschodnia Kambodża; zakres wysokości: do 1200 m n.p.m. | DC: 110–115 cm DO: około 17 cm MC: około 34 kg        | CR          |
|         | Muntiacus rooseveltorum  | Osgood, 1932                                                                                | mundżak laotański   | gatunek monotypowy | zasięg bardzo niejasny, miejsce typowe w Laosie, ale prawdopodobnie obecny także w Wietnamie i prawdopodobnie w południowej Chińskiej Republice Ludowej; zakres wysokości: powyżej 1000 m n.p.m.                                                  | DC: brak danych DO: brak danych MC: brak danych       | DD          |
|         | Muntiacus puhoatensis    | Le Trong Trai, 1997                                                                         | mundżak stokowy     | gatunek monotypowy | północno-zachodni Wietnam; prawdopodobnie sąsiedni Laos; zakres wysokości: powyżej 900 m n.p.m. | DC: brak danych DO: brak danych MC: brak danych       | DD          |
|         | Muntiacus truongsonensis | (Pham Mong Giao, Do Tuoc, Vu Van Dung, E. Wikramanayake, Amato, Arctander & Mackinnon, 1997 | mundżak annamski    | gatunek monotypowy | Laos i Wietnam; być może południowa Chińska Republika Ludowa (Junnan); zakres wysokości: powyżej 1000 m n.p.m. | DC: brak danych cm DO: brak danych cm MC: około 15 kg | DD          |
|         | Muntiacus putaoensis     | Amato, Egan & Rabinowitz, 1999                                                              | mundżak liściowy    | gatunek monotypowy | północno-wschodnie Indie i północna Mjanma; zakres wysokości: 700–1200 m n.p.m. | DC: brak danych cm DO: brak danych cm MC: około 12 kg | DD          |
|         | Muntiacus gongshanensis  | Ma Shilai, 1990                                                                             | mundżak czuboczelny | gatunek monotypowy | południowa Chińska Republika Ludowa (Junnan) i północna Mjanma; być może południowo-wschodni Tybet, północno-wschodnie Indie oraz Bhutan; zakres wysokości: 900–3000 m n.p.m.                                                                     | DC: 90–110 cm DO: około 20 cm MC: 20–25 kg            | DD          |
|         | Muntiacus crinifrons     | (P.L. Sclater, 1885)                                                                        | mundżak czarny      | gatunek monotypowy | endemit Chińskiej Republiki Ludowej: Zhejiang i sąsiednie obszary; zakres wysokości: do 1000 m n.p.m. | DC: 90–110 cm DO: około 20 cm MC: 20–25 kg            | VU          |
|         | Muntiacus feae           | (O. Thomas & Doria, 1889)                                                                   | mundżak samotny     | gatunek monotypowy | zachodnia Tajlandia i przyległa Mjanma; wątpliwe doniesienia z północnej Mjanmy i południowej Chińskiej Republiki Ludowej | DC: 90–100 cm DO: 10–17 cm MC: 20–22 kg               | DD          |
|         | Muntiacus atherodes      | Groves & Grubb, 1982                                                                        | mundżak żółty       | gatunek monotypowy | Borneo (Sabah, Sarawak i Kalimantan, przypuszczalnie w Brunei) | DC: 85–90 cm DO: 15–19 cm MC: 14–18 kg                | NT          |
|         | Muntiacus muntjak        | (E.A.W. von Zimmermann, 1780)                                                               | mundżak indyjski    | 2 podgatunki       | półwyspowa część Tajlandii i Malezji, Sumatra, Borneo, Jawa, Bali oraz kilka powiązanych z nią mniejszych wysp | DC: 90–120 cm DO: 17–19 cm MC: do 35 kg               | LC          |
|         | Muntiacus vaginalis      | (Boddaert, 1785)                                                                            | mundżak szczekliwy  | 7 podgatunków      | Pakistan i Indie na wschód do południowej Chińskiej Republiki Ludowej (od południowego Syczuanu na wschód do południowego Fujianu, Hajnan), na południe do południowej Tajlandii; introdukowany na Andamanach; zakres wysokości: do 3500 m n.p.m. | DC: brak danych DO: brak danych MC: do 35 kg          | LC          |
|         | Muntiacus malabaricus    | Wroughton, 1915                                                                             |                     | gatunek monotypowy | południowe Indie i Sri Lanka | DC: brak danych DO: brak danych MC: brak danych       | NE          |

Kategorie IUCN:  LC  – gatunek najmniejszej troski,  NT  – gatunek bliski zagrożenia,  VU  – gatunek narażony,  CR  – gatunek krytycznie zagrożony,  DD  – gatunki o nieokreślonym stopniu zagrożenia;  NE  – gatunki niepoddane jeszcze ocenie.
Opisano również gatunki wymarłe:
- Muntiacus bohlini Teilhard de Chardin, 1940[27] (Chińska Republika Ludowa)
- Muntiacus fenghoensis Zhou Mingzhen, 1956[28] (Chińska Republika Ludowa)
- Muntiacus hengduanshanensis Zong Guanfu, Chen Wanyong, Huang Xueshi & Xu Qinqi, 1996[29] (Chińska Republika Ludowa; kenozoik)
- Muntiacus huangi Dong Wei & Chen Shaokun, 2015[30] (Chińska Republika Ludowa; plejstocen)
- Muntiacus leilaoensis Dong Wei, Pan Yuerong & Liu Jianhui, 2004[31] (Chińska Republika Ludowa; wczesny miocen)
- Muntiacus noringenensis Dong Wei, 2007[32] (Chińska Republika Ludowa; późny miocen)
- Muntiacus szechuanensis (Yang Zhongjian & Liu Dongsheng, 1950)[33] (Chińska Republika Ludowa; plejstocen)
- Muntiacus zhaotongensis Dong Wei, Ji Xueping, Jablonski, Su & Li Wenqi, 2014[34] (Chińska Republika Ludowa; miocen).